# Carlos Casagemas

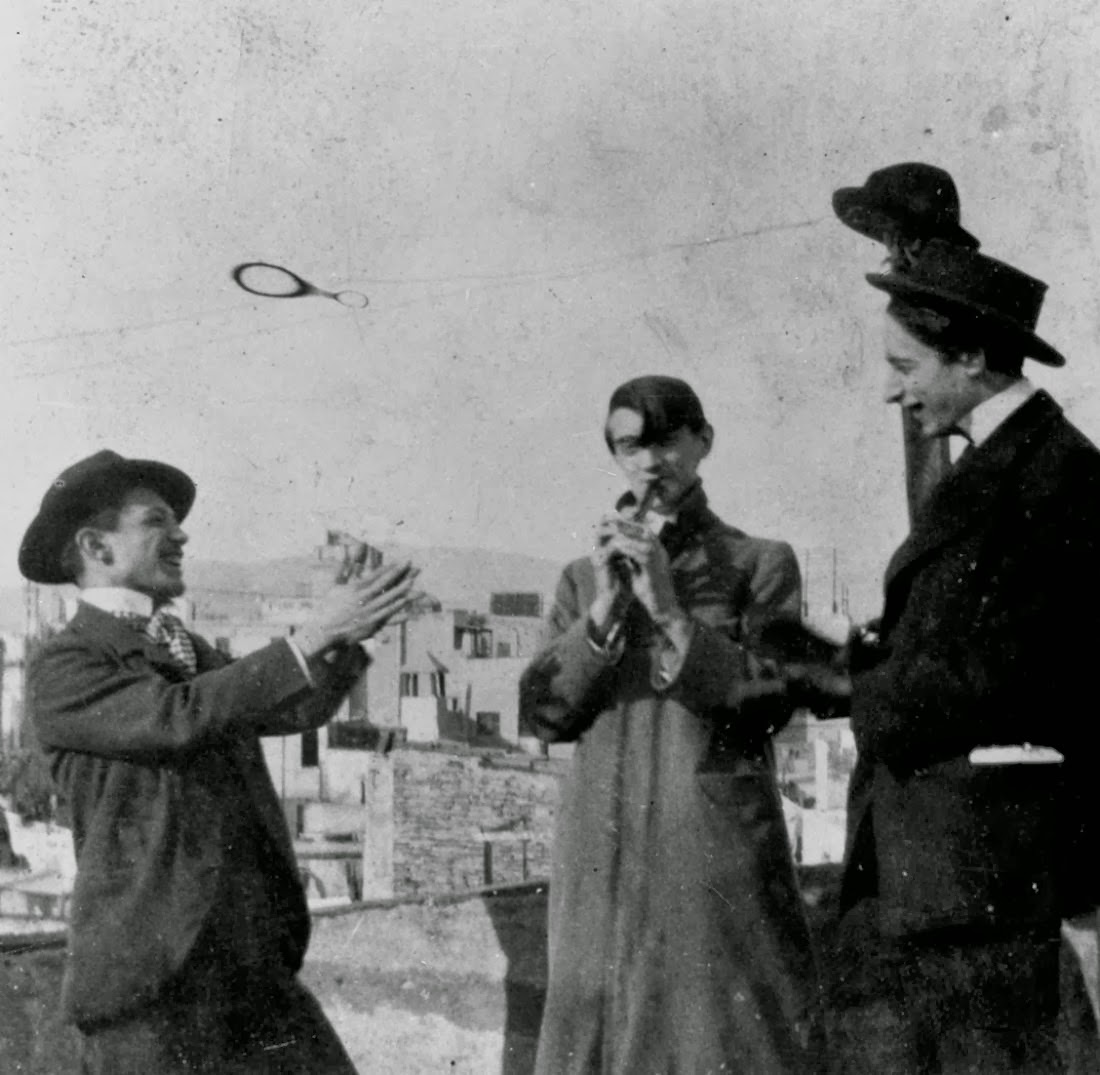
Picasso, Angel Fernández de Soto und Casagemas

Carlos Casagemas (* 1880 in Barcelona; † 17. Februar 1901 in Paris), katalanisch: Carles Casagemas i Coll, war ein spanischer Maler, der durch seine Freundschaft mit Pablo Picasso bekannt geworden ist.

## Leben

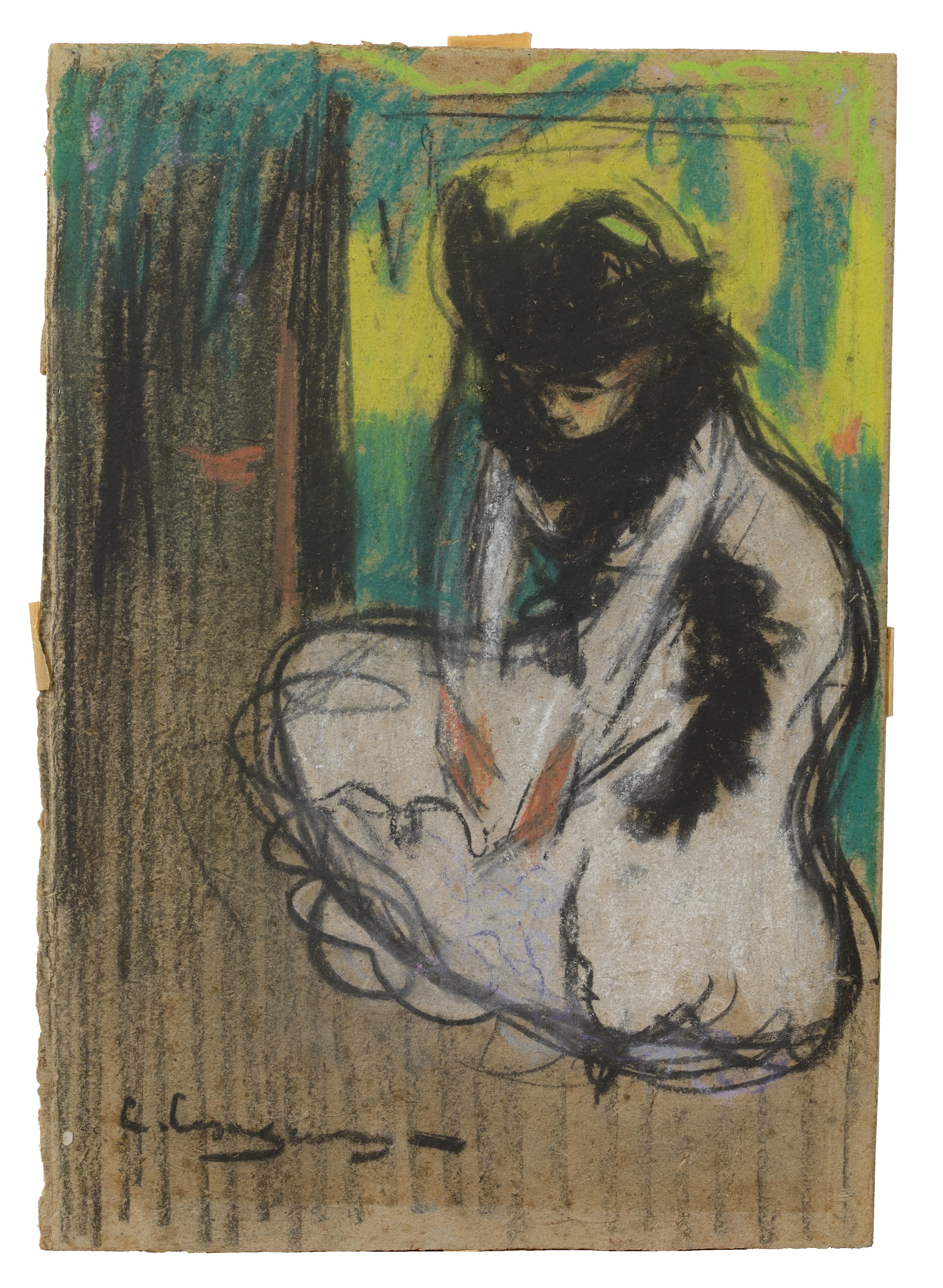
Carlos Casagemas: Mujer vestida de Blanco, undatiert

Casagemas traf Picasso in Barcelona Anfang der 1900er-Jahre im Café „Els Quatre Gats“, das er zu dieser Zeit öfter aufsuchte. Die beiden Künstler schlossen schnell Freundschaft und teilten sich zeitweise ein Atelier in der Straße Riera de Sant Joan. Finanziell besser ausgestattet als Picasso, schlug er Ende 1900 eine Reise nach Paris vor und steuerte einen großen Teil der Reisekosten bei. Während Picasso sich in der französischen Hauptstadt einzuleben begann und am Montmartre seinen Wohnsitz wählte, litt Casagemas unter seiner unglücklichen Liebe zu Germaine Pichot, einer Tänzerin des Moulin Rouge. Die Freunde beschlossen, das Ende des Jahres 1900 in Málaga, dem Geburtsort Picassos, zu feiern. Carlos Casagemas, der impotent war, konnte von seiner durch Liebeskummer bedingten Depression nicht geheilt werden und wurde alkoholabhängig. Mitte Januar 1901 reiste Picasso nach Madrid ab, während Casagemas nach Paris zurückkehrte. Dort versuchte er am 17. Februar im Café de l’Hippodrome am Boulevard de Clichy 128, seine Geliebte Germaine zu töten. Dies misslang aber. Anschließend schoss er sich eine Kugel in den Kopf.

## Casagemas in Picassos Werk
Picasso war durch diesen Vorfall sehr betroffen und malte sechs Monate später drei Bilder: zunächst Evokation – Das Begräbnis Casagemas und das Gemälde des Freundes auf dem Totenbett, Casagemas' Tod. Details darüber, wo das Einschussloch an der Schläfe war, hatte er von Freunden erfahren. Picasso erzählte später, es wären der Schock über den Selbstmord und besonders dieses Gemälde gewesen, das ihn zu seiner „Blauen Periode“ inspiriert hätten. Im Jahr 1903, zwei Jahre nach dem Tod Casagemas', schuf Picasso schließlich das Gemälde, das seine „Blaue Periode“ krönte: La Vie. Auf dem Bild ist Casagemas mit einer jungen Frau in einer Szene dargestellt und einer Mutter mit Kind in den Armen konfrontiert, von der er sich durch einen vieldiskutierten Gestus abgrenzt. Röntgenuntersuchungen und Vorstudien belegen, dass Picasso für den Kopf des jungen Mannes zunächst sein eigenes Porträt geplant hatte und dieses erst in einer späten Arbeitsphase durch das des verstorbenen Freundes ersetzte.